# RNAポリメラーゼIII
RNAポリメラーゼ III （英: RNA polymerase III, Pol III）は、真核生物の細胞内においてDNAの転写や、5S rRNAやtRNA、およびその他の低分子RNAに関与する酵素である。 
RNA Pol IIIにより転写される遺伝子は「ハウスキーピング」遺伝子に分類され、全ての細胞種とほとんどの環境条件において、これらの遺伝子の発現が必須である。Pol III転写の調節は、主に細胞成長と細胞周期の調節に連動しており、したがってRNA ポリメラーゼIIよりも必要な調節タンパク質が少ない。ただし、ストレス条件下ではMAF1タンパク質はPol IIIの活性を抑制する。また、ラパマイシンは直接的にはTORを標的としたPol III抑制剤である。 

## 転写
どんなポリメラーゼでも、転写のプロセスには3つの主要な段階がある。 
- 開始：遺伝子のプロモーター におけるRNAポリメラーゼ複合体が構築される
- 伸長：RNA転写産物の合成
- 終結：RNA転写の終了およびRNAポリメラーゼ複合体の分解

### 開始
プロモーター上においてポリメラーゼ複合体が構築される。Pol IIとは異なり、Pol IIIは遺伝子上流に制御配列を必要とせず、その代わりに通常は内部制御配列（internal control sequences）に依拠する。内部制御配列とは、転写される遺伝子セクション内部の配列である。ただし、上流配列が見られることもあり、例えばU6 snRNA遺伝子はPol IIプロモーターと同様上流にTATAボックスを持つ。 
Pol IIIの開始は、5S rRNA、tRNA、およびU6 snRNAの開始に対応して3つに分類される。すべての場合において、プロセスは制御配列に転写因子が結合することにより開始され、ポリメラーゼIIIB転写因子（TFIIIB）が複合体に組み込まれ、Pol IIIを組み立てることにより終了する。TFIIIBはTATA結合タンパク質（TBP）、TFIIIB関連因子（BRF1または脊椎動物における一部のPol III転写遺伝子の場合は BRF2）、Bダブルプライムユニット（BDP1）の3つのサブユニットから構成される。全体的な構造はPol IIのものと類似する。 

#### クラスI
5S rRNA遺伝子における典型的な開始段階（クラスI）は以下のように進行する。 
- ポリメラーゼIIIA転写因子（TFIIIA（英語版） ）が転写される DNA配列内にある5S rRNA制御配列、Cブロック（ボックスCとも）に結合する。
- tRNA遺伝子の転写におけるAブロックとBブロックの代わりに、TFIIIAがTFIIICを開始サイトに対してある方向に位置あわせをするためのプラットフォームとして働く。
- TFIIICがTFIIIA-DNA複合体に結合すると、tRNA転写の場合と同様にTFIIIBの構築が進行する。

#### クラスII
tRNA遺伝子における典型的な開始段階（クラスII）は以下のように進行する。 
- ポリメラーゼIIIC転写因子（TFIIIC（英語版） ）が転写されるDNA配列内にある2つ制御配列、AブロックとBブロック（ボックスAおよびボックスBとも）に結合する。
- TFIIICを構築因子として、TFIIIBが転写開始サイトのおよそ26塩基上流を中心とするサイトにおいてDNAに結合する。
- TFIIIBは、転写開始点においてPol IIIを構築する転写因子である。TFIIIBがDNAに結合すると、TFIIICは不要になる。TFIIIBはプロモーター開放[訳語疑問点]にも重要な役割を果たす。

#### クラスIII
U6 snRNA遺伝子における典型的な開始段階（クラスIII）は以下のように進行する。 
- 核内低分子RNA活性化タンパク質複合体（SNAPcまたはPBP、もしくはPTFとも）が、転写開始サイトのおよそ55塩基上流を中心とする近位配列要素（PSE）に特異的に結合する。この集合体、転写開始サイトの少なくとも200塩基上流のエンハンサー様遠位配列要素（DSE）に結合する、Pol II転写因子Oct1およびSTAFによって大きく刺激される。これらの因子とプロモーター要素は、Pol IIによる転写とPol IIIによる転写の間で共有される。
- SNAPcは転写開始サイトの26塩基上流を中心とするTATAボックスにおいてTFIIIBを構築するよう作用する。TATAボックスが存在することにより、snRNA遺伝子がPol IIではなくPol IIIにより転写されることが指定される。
- SNAPcは、転写開始部位の上流26塩基対を中心とするTATAボックスでTFIIIBを組み立てる働きをする。 snRNA遺伝子がPol IIではなくPol IIIによって転写されることを指定するのは、TATAボックスの存在である。
- U6 snRNA転写用のTFIIIBには、Brf1のより小さいパラログであるBrf2が含まれる。
- TFIIIBが転写開始点におけるPol III構築を誘引する転写因子である。配列保存から、Brf2を含むTFIIIBもプロモーター開放の役割を果たすと予測されている。

### 伸長
細菌のσ因子や、Pol II転写における基本的な転写因子のほとんどとは異なり、TFIIIBはPol IIIによる転写開始後もDNAに結合したまま残る。このため、Pol IIIで転写される遺伝子の再転写開始は高い速度で行われる。 

### 終結
Pol IIIは5塩基から6塩基程度の小さなpolyT領域で転写を停止する。真核生物では、原核生物とは異なりヘアピンループが必要とされない。

## RNA転写産物
RNAポリメラーゼIIIにより転写されるRNAには、以下のような種類がある。 
- 転移RNA[4]
- 5SリボソームRNA
- U6スプライソソームRNA
- RNase P および RNase MRP RNA
- 7SL RNA（英語版）（シグナル認識粒子 のRNA構成要素）
- ヴォールトRNA
- Y RNA
- SINE
- 7SK RNA
- いくつかのマイクロRNA
- いくつかの核小体低分子RNA
- いくつかの遺伝子調節アンチセンスRNA[5]